# إبراهيم اللقاني
إبراهيم اللقاني إبراهيم بن إبراهيم بن حسن بن علي بن عبد القدوس بن الولي الشهير محمد بن هارون اللقّاني المالكي، المصري. لقبه: برهان الدين، وكنيته: أبو الأمداد، وأبو إسحاق.
وله اتصال هو وقبيلته المنحدر منها بالنسب الشريف. وكان لا يظهره تواضعا منه.
و«اللَّقاني» بفتح اللام وتشديدها نسبة إلى لقانة، قرية من قرى مصر.
شيوخه ومكانته العلمية والتربوية وله حاليا شارع كبير باسمه في أرقي أحياء القاهرة بمصر الجديدة، شارع إبراهيم باشا اللقاني القريب من القصر الجمهوري حاليا.
وكان من أبرز نسله في الفترة المعاصرة الأستاذ الدكتور إسماعيل أحمد اللقاني ؛ صاحب علم الأمراض الباطنة والكبد في كبار السن ومؤسس قسم الأمراض الشيخوخة وطب المسنين في كلية الطب جامعة الإسكندرية-جامعة فؤاد الأول سابقا- والتي كانت تحتفل باليوبيل الفضي للجامعة.

## شيوخه
أبرز هؤلاء: صدر الدين المناوي، وعبد الكريم البرموني، وسالم السنهوري الذي أكثر الأخذ عنه، ويحيى القرافي. وفي مجال التربية والسلوك، فقد صحب شيخ التربية أبا العباس الشرنوبي وانتفع به.
وبعد طول المراس مع العلوم الشرعية وصحبة العلماء عرفه الناس أحد العلماء الأعلام وأئمّة الإسلام، المشار إليهم بسعة الاطلاع والرسوخ في العلوم الشرعية، حتى أصبح مرجع العلماء في المشكلات والفتاوى في وقته. ولعلّ مؤلّفاته الآتي ذكرها كفيلة بأن تعطي صورة عن العلوم التي كان هذا الإمام متبحّرا فيها.
وقد طبعت كلّ من مكانته العلمية الصادقة ومكانته التربوية المخلصة سيرته بمظاهر من قوة العزيمة والاعتداد بالنفس وعظمة الشخصية، ما جعله منافسا لرجال الدولة في زعامتهم على الناس، وفارضا عليهم قبول شفاعته وتدخّلاته في تظلّمات الناس وقضاء مصالحهم، ويفعل ذلك دون التردّد عليهم.
وكان همّه الأكبر أن يصرف وقته في الدرس والإفادة.

## تلاميذه
بلغ تلاميذ الإمام اللقاني عددا كبيرا، شأنه في ذلك شأن كلّ من كان في عصره إماما، متميّزا بغزارة علمه، وتعدد اختصاصاته، وثقة علماء عصره فيه وفي علمه. وفي تلاميذه من ورث عنه الرئاسة العلمية، ومن أشهرهم:
- ابنه أبو محمد عبد السلام اللقاني: الإمام، المحقق، المتقن,، المحدّث، الأصولي، المتكلّم. شيخ المالكية في وقته. (تـ1078هـ/ 1668م)(1).
- أبو عبد الله محمد الخرشي: الفقيه، العلامة. شيخ المالكية في عصره. (تـ1101هـ/1690م)(2).
- أبو محمد عبد الباقي الزرقاني: الفقيه، الإمام، العلامة، المحقق، مرجع المالكية. (تـ1099هـ/1688م)(3).
- أبو إسحاق إبراهيم الشبرخيتي: الفقيه، الإمام، المحقق، القدوة، العالم، العامل. (تـ1106هـ/1695م)(1).

وغيرهم كثير، حتى قالوا: «لم يكن أحد من علماء عصره أكثر تلامذة منه». وهؤلاء الذين ذكرناهم لهم مؤلّفات تدلّ على علوّ مكانتهم العلمية، شأن إمامهم اللقاني الذي أخذوا عنه.

## مؤلّفاته
تنوعت مؤلفات الإمام اللقاني بين الفقه، والفتوى، والحديث، والعقيدة، واللغة. وهي الآتي ذكرها:

### في الفقه
- حاشية على مختصر خليل.
- منار أصول الفتوى وقواعد الإفتاء بالأقوى.
- نصيحة الإخوان باجتناب الدخان.

### في أصول الفقه
- البدور اللوامع من خدور جمع الجوامع. وهو حاشية على جمع الجوامع (لم يكمل).

### في الحديث
- قضاء الوطر من نزهة النظر في توضيح نخبة الفكر في مصطلح أهل الأثر، للحافظ ابن حجر (في مصطلح الحديث).
- إجمال الوسائل وبهجة المحافل بالتعريف برواة الشمائل.
- تحفة درّية على البهلول بأسانيد جوامع أحاديث الرسول.

### في اللغة
- خلاصة التعريف بدقائق التصريف (لم يكمل).
- توضيح ألفاظ الأجرومية.

### في التراجم
- نثر المآثر فيمن أدركتهم من علماء القرن العاشر (لم يكمل).

### في العقيدة
- تعليق الفوائد على شرح العقائد للسعد التفتازاني (لم يكمل).
- الأقوال الجليلة على الوسيلة.
- جوهرة التوحيد (نظم). وشروحه الثلاثة عليها. وسيأتي ذكرها.

## وفاته
سافر الإمام اللقاني لأداء فريضة الحج، وعند رجوعه لبّى داعي ربّه، فتوفّي بالقرب من مدينة «أيلة» بطريق الركب المصري، ودفن بمكان وفاته، وذلك سنة 1041هـ/1632م.